# ناديم
ناديم (بالروسية: Надым) هي إحدى مدن روسيا في الكيان الفدرالي الروسي أوكروغ يامالو-نينيتس الذاتية.

## المناخ
يظهر الجدول التالي التغييرات المناخية على مدار السنة لناديم:
| البيانات المناخية لـناديم          | البيانات المناخية لـناديم | البيانات المناخية لـناديم | البيانات المناخية لـناديم | البيانات المناخية لـناديم | البيانات المناخية لـناديم | البيانات المناخية لـناديم | البيانات المناخية لـناديم | البيانات المناخية لـناديم | البيانات المناخية لـناديم | البيانات المناخية لـناديم | البيانات المناخية لـناديم | البيانات المناخية لـناديم | البيانات المناخية لـناديم |
| الشهر                              | يناير                     | فبراير                    | مارس                      | أبريل                     | مايو                      | يونيو                     | يوليو                     | أغسطس                     | سبتمبر                    | أكتوبر                    | نوفمبر                    | ديسمبر                    | المعدل السنوي             |
| ---------------------------------- | ------------------------- | ------------------------- | ------------------------- | ------------------------- | ------------------------- | ------------------------- | ------------------------- | ------------------------- | ------------------------- | ------------------------- | ------------------------- | ------------------------- | ------------------------- |
| الدرجة القصوى °م (°ف)              | 1.7 (35.1)                | 1.0 (33.8)                | 10.6 (51.1)               | 20.7 (69.3)               | 29.6 (85.3)               | 34.2 (93.6)               | 34.7 (94.5)               | 32.6 (90.7)               | 25.7 (78.3)               | 17.0 (62.6)               | 7.0 (44.6)                | 10.1 (50.2)               | 34.7 (94.5)               |
| متوسط درجة الحرارة الكبرى °م (°ف)  | −19.4 (−2.9)              | −18.0 (−0.4)              | −9.0 (15.8)               | −2.8 (27.0)               | 4.5 (40.1)                | 15.2 (59.4)               | 20.9 (69.6)               | 16.3 (61.3)               | 9.4 (48.9)                | −1.0 (30.2)               | −11.9 (10.6)              | −16.5 (2.3)               | −0.9 (30.4)               |
| المتوسط اليومي °م (°ف)             | −23.7 (−10.7)             | −22.6 (−8.7)              | −14.6 (5.7)               | −8.2 (17.2)               | −0.1 (31.8)               | 10.0 (50.0)               | 15.7 (60.3)               | 11.8 (53.2)               | 5.8 (42.4)                | −4.0 (24.8)               | −15.8 (3.6)               | −20.9 (−5.6)              | −5.4 (22.3)               |
| متوسط درجة الحرارة الصغرى °م (°ف)  | −28.3 (−18.9)             | −27.3 (−17.1)             | −20.0 (−4.0)              | −13.7 (7.3)               | −4.2 (24.4)               | 5.4 (41.7)                | 10.4 (50.7)               | 7.8 (46.0)                | 2.8 (37.0)                | −7.0 (19.4)               | −20.0 (−4.0)              | −25.5 (−13.9)             | −9.8 (14.4)               |
| أدنى درجة حرارة °م (°ف)            | −57.7 (−71.9)             | −52.2 (−62.0)             | −47.1 (−52.8)             | −39.2 (−38.6)             | −25.6 (−14.1)             | −8.1 (17.4)               | −0.9 (30.4)               | −5.0 (23.0)               | −9.7 (14.5)               | −34.7 (−30.5)             | −47.5 (−53.5)             | −50.4 (−58.7)             | −57.7 (−71.9)             |
| الهطول مم (إنش)                    | 24.3 (0.96)               | 19.2 (0.76)               | 23.0 (0.91)               | 27.3 (1.07)               | 36.6 (1.44)               | 57.1 (2.25)               | 68.6 (2.70)               | 70.5 (2.78)               | 57.0 (2.24)               | 51.3 (2.02)               | 33.8 (1.33)               | 27.6 (1.09)               | 496.3 (19.54)             |
| متوسط أيام هطول الأمطار (≥ 0.1 mm) | 18.6                      | 15.5                      | 15.8                      | 13.4                      | 14.3                      | 13.6                      | 12.7                      | 15.9                      | 16.0                      | 20.0                      | 18.9                      | 19.1                      | 193.8                     |
| المصدر: climatebase.ru             |                           |                           |                           |                           |                           |                           |                           |                           |                           |                           |                           |                           |                           |